# Analyste (renseignement)
Pour les articles homonymes, voir Analyste.
Dans le milieu du renseignement, un analyste du renseignement est une personne chargée de traiter, d'étudier et de trier les informations qui lui parviennent, qu'elles soient  d'origine humaine, d'origine technique, d'origine image ou de sources ouvertes. Il peut également orienter ces différents capteurs.
Ainsi, à la DGSE, les analystes sont chargés de réunir les renseignements dans des diffusions (7 000 par an) « transmises aux responsables politiques pour leur donner des clés de compréhension, [...] avant de prendre des décisions ».